# Saint-Fragaire
Saint-Fragaire est une ancienne commune française du département de la Manche. Elle se situait en limite du département du Calvados
La paroisse de Saint-Fragaire fut annexée à celle de Beslon en 1803 ; les paroisses ont pris le nom commun de Saint-Fragaire-de-Beslon. La commune (248 habitants en 1821) est absorbée par Beslon (853 habitants) en 1826,, située à l'ouest de son territoire.

## Toponyme
Saint Fragaire (Fragarius) est un évêque d'Avranches qui a vécu au milieu du VIIe siècle, mort vers 670.
L'actuel hameau se dénomme Saint-Fraguaire.

## Démographie
| 1793 | 1800 | 1806 | 1821 |
| ---- | ---- | ---- | ---- |
| 271  | 266  | 287  | 248  |

## Liste des maires
| Période                                                                                   | Période | Identité                | Étiquette | Qualité |
| ----------------------------------------------------------------------------------------- | ------- | ----------------------- | --------- | ------- |
| ...1793                                                                                   | ...     | Guillaume Ozenne        |           |         |
| ...1798                                                                                   | ...     | Guillaume Lecharpentier |           |         |
| 1799                                                                                      | 1817    | Jean-Baptoiste Vimond   |           |         |
| 1817                                                                                      | 1825    | Guillaume Ozenne        |           |         |
| 1826                                                                                      | 1827    | Pierre Le Blanc         |           |         |
| Une partie des données est issue de l'ouvrage "601 communes et lieux de vie de la Manche" |         |                         |           |         |

## Lieux et monuments
- L'église Saint-Fragaire a disparu mais on disait à l'époque que les églises étaient séparées « par un saut-de-mouton »[4]. En 1823 à la mort de M. Le Vasseur, la commune fut supprimée et on transporta le grand autel de Saint-Fragaire et sa vieille statue en pierre, dans la chapelle méridionale de Notre-Dame de Beslon, et les cloches des deux paroisses furent fondues ensemble pour n'en faire qu'une[5]. Mais l'église de Beslon était devenue insuffisante pour les deux paroisses réunies. En 1857, le conseil municipal résolut d'abattre l'église de Saint-Fragaire pour agrandir celle de Beslon ; on conserva autant que possible les débris de l'église démolie, et en particulier les plus belles fenêtres, pour les reproduire intégralement dans les nouvelles constructions[5].
- Château du XVIIIe siècle.